# Nyerere-Nationalpark
Der Nyerere-Nationalpark liegt in Tansania rund 230 Kilometer südwestlich von Daressalam in den Regionen Lindi, Morogoro, Pwani und Ruvuma. Mit 30.893 Quadratkilometern ist er der größte Nationalpark des Landes.

## Geografie

### Lage
Das Gebiet liegt in einer Höhe von 100 bis 400 Meter über dem Meer.

### Klima
Durch die Nähe zum Äquator ist es warm. Es gibt zwei Regenzeiten. Die erste dauert von März bis Mai, die zweite von November bis Dezember.

## Geschichte
Das Wildreservat Selous wurde bereits 1896 von der deutschen Besatzung eingerichtet. Im Jahr 1922 erhielt es den Namen nach Frederic Selous, einem früheren Großwildjäger, der sich dem Naturschutz widmete. Der nördliche Teil dieses Wildreservates wurde 2019 zum Nyerere-Nationalpark ernannt. Namensgeber dazu ist Julius Nyerere, der erste Präsident von Tansania.

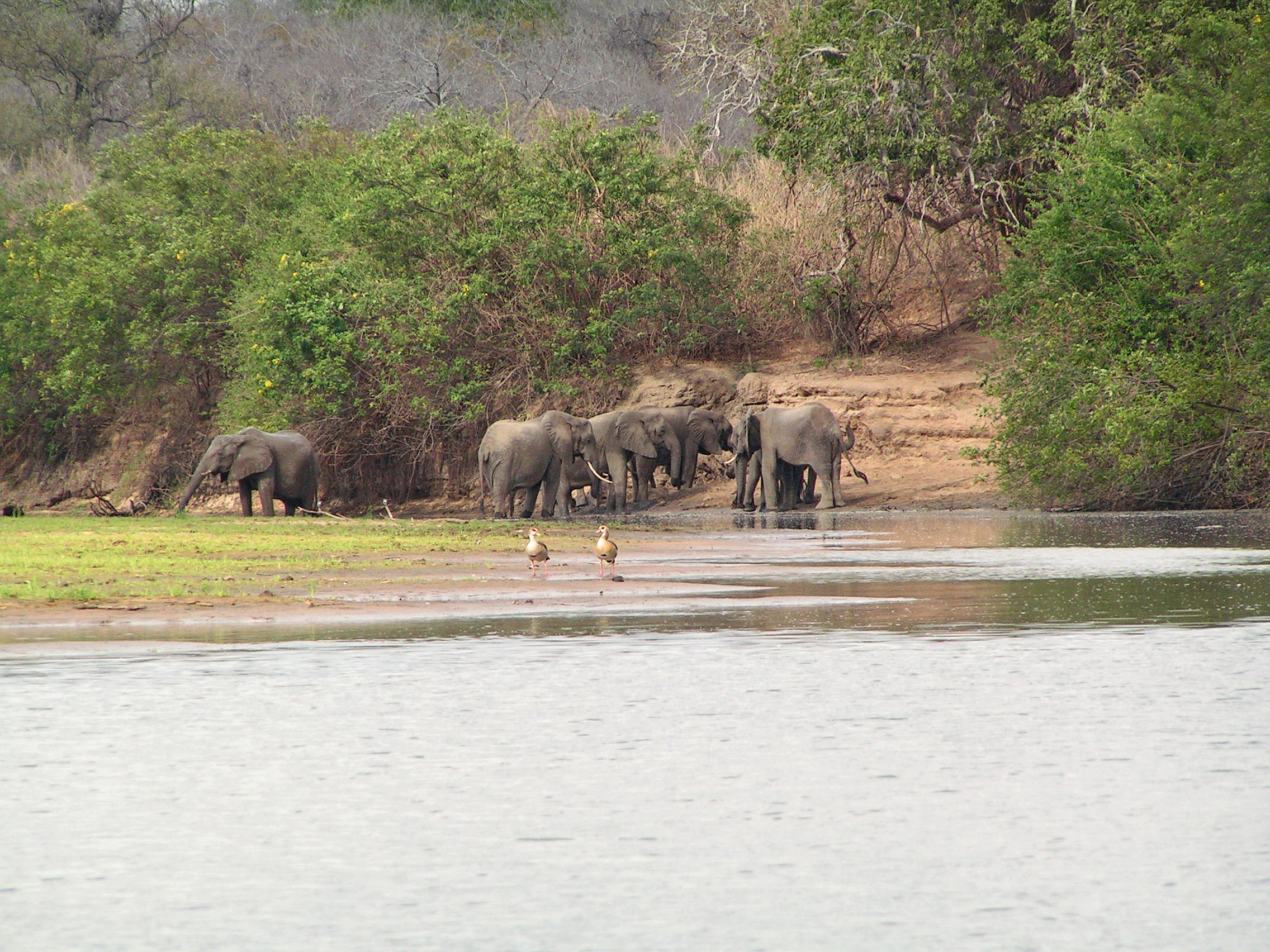
Elefanten am Fluss Rufiji

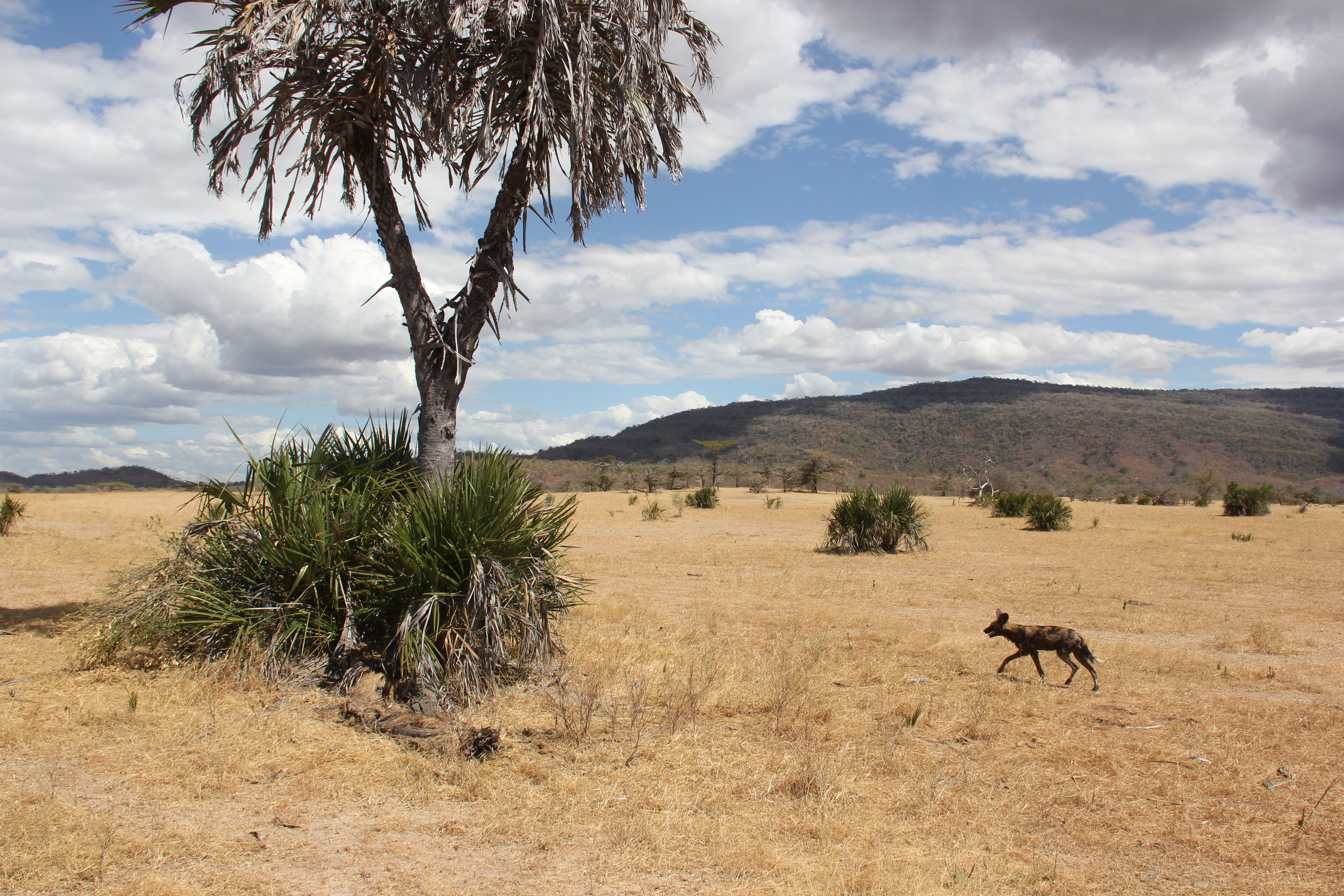
Wildhund

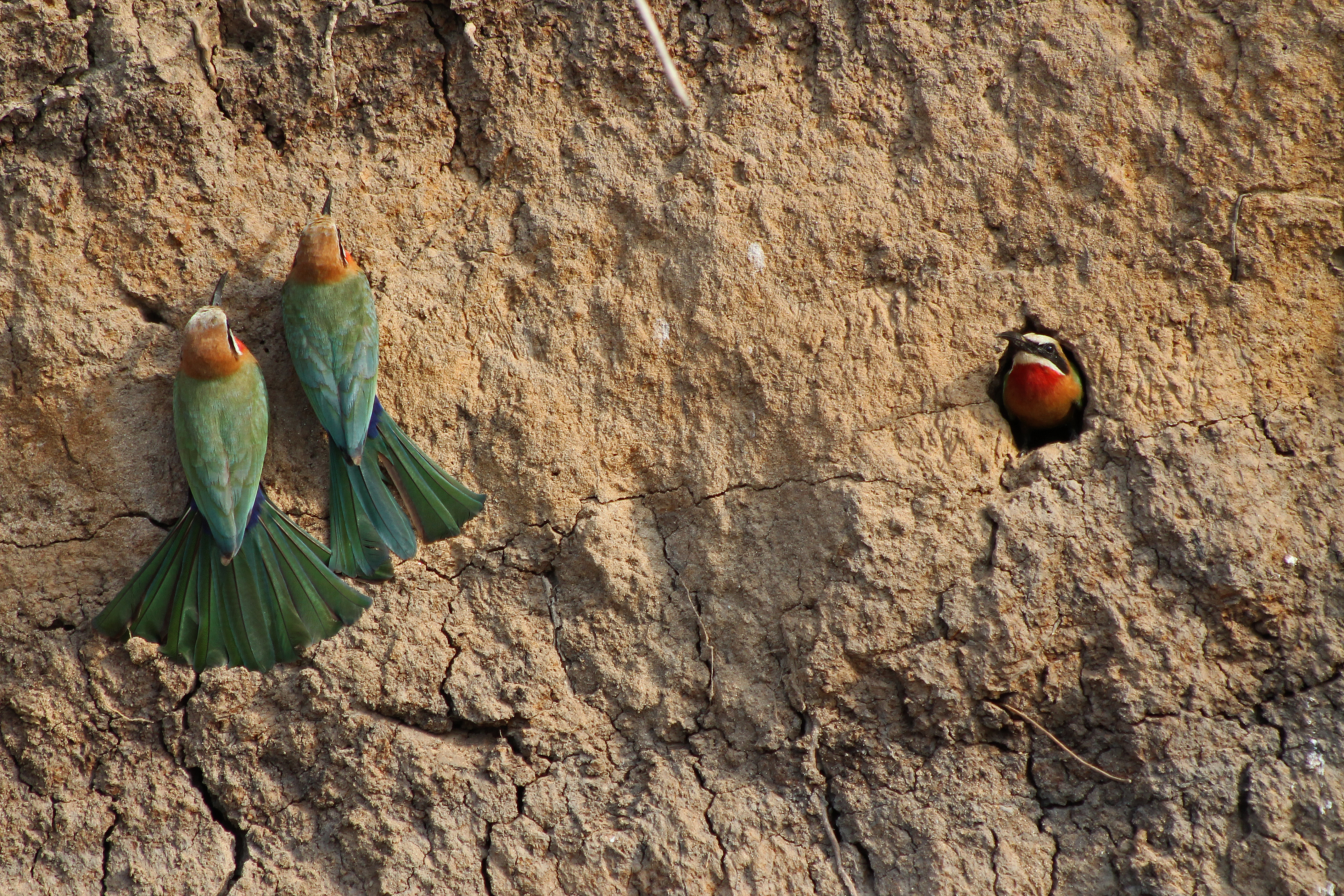
Bienenfresser

## Fauna und Flora
Der Nyerere-Nationalpark bietet eine abwechslungsreiche Landschaft von Savanne mit Akazien bis zu dichten Miombo-Wäldern an Seen und Flüssen.
Neben den „Großen Fünf“ bietet der Park eine große Dichte an Elefanten und Flusspferden, besonders bekannt sind die seltenen Wildhunde. Mehr als 440 Vogelarten wurden nachgewiesen, darunter auch Bienenfresser und Eisvogel.

## Tourismus

### Anreise
Die Anreise kann mit dem Auto oder dem Flugzeug erfolgen:
- Auto: Je nach dem gewählten Tor sind es zwischen 180 und 230 Kilometer sowohl von Arusha als auch von Daressalam.[2]
- Flugzeug: Von den Flughäfen Daressalam, Kilimanjaro und Arusha werden regelmäßig Flüge zu verschiedenen Landbahnen im Nationalpark angeboten.[3]

### Besuchszeit
Die beste Zeit für den Besuch des Parks sind die Monate Juli und August. In dieser Zeit regnet es am wenigsten, die Straßen sind gut befahrbar und die Tiere halten sich überwiegend an den Flüssen, Seen und Wasserstellen auf.

### Unterkünfte
Im Park gibt es eine Reihe von Zeltlagern, wie Serena Mivumo River Lodge, Sand Rivers, das Selous Serena Camp, das Beho Beho Camp, das Mbuyu Safari Camp, das Rufiji River Camp und das Stiegler’s Gorge Camp.

### Aktivitäten
Neben der traditionellen Fahrt in Allradfahrzeugen werden auch Wandersafaris, Bootsafaris und Sportfischen im Rufiji angeboten.

## Gefährdung des Nationalpark-Status
Durch den Plan, einen Staudamm am Rufiji zu errichten, besteht die Gefahr, dass die UNESCO den Status eines Nationalparks entzieht (Stand 2021).